# Gösta Källgren
Erik Gösta Källgren, född 16 september 1918 i Söderhamn, död där 5 september 1977, var en svensk socialdemokratisk kommunalpolitiker. 
Källgren började som springpojke på Söderhamns-Kuriren och anställdes senare på Civiltryckeriet, där han sedermera blev faktor, varefter han 1963 blev verkställande direktör i Stiftelsen Söderhamns stads Hyresbostäder. Efter att ha varit ordförande i socialdemokratiska ungdomsklubben, i SSU-kretsen och SSU-distriktet var han i ett tiotal ordförande i Söderhamns arbetarekommun. År 1967 blev han ordförande i stadsfullmäktige och 1971 i kommunfullmäktige. Han tillhörde från 1968 Söderhamnsblockets samarbetsnämnd och var ledamot i sjukhusdirektionen för södra Hälsingland.